# Kristologi
Kristologi (læren om Kristus) er et afgørende studium inden for kristen teologi, som befatter sig med spørgsmålet om, hvem Jesus Kristus var og er. Det spørgsmål er afgørende for den kristnes identitet og har betydning for, hvad det vil sige at være "kristen".
Kristologien beskæftiger sig med den historiske Jesus, og hvem han er i teologisk forstand, og fokuserer på det intellektuelle i troen og begivenhederne i Jesu liv som inkarnationen, Jesu død og opstandelse, hans himmelfart og genkomst.
De forskellige kristologiske synspunkter var centrale i mange af konflikterne inden for kristendommen, og der har været store variationer i de forskellige skolers tolkning af, hvem Kristus var. De diskuterer også, hvem han er her og nu. I flere tilfælde har kristologien været det definerende element for kristne retninger, og nogle af de tidligste udbrydergrupper er kendt under et navn, som beskriver deres kristologi.
En anden vigtig problematik, kristologien beskæftiger sig med, er mysteriet om Jesu dobbelte natur: at han både er Gud fuldt og helt, samtidig med at han er et levende og begrænset menneske. De mest omfattende vidnesbyrd om denne side af Jesu liv er samlet i Paulus' breve og i Johannesevangeliet. Deraf paulinsk og johannæisk kristologi. I de første århundreder e.Kr. søgte kirken at nå en definitiv kristologisk formel, som forenede Kristi guddommelighed og menneskelighed. Den i næsten hele kirken accepterede formel fastsloges ved koncilet i Chalcedon i 451:
| Citat | Kristus er sand Gud og sandt menneske, i sin guddommelige natur født af evighed og lig Faderen i alt, i sin menneskelige natur født i tiden af Maria [...] og os mennesker i alting lig, blot uden synd, samt at personens enhed består i to naturer, uden sammenblanding og forvandling, men tillige uopløseligt og uadskilleligt forenede. | Citat |
|       | |       |

Formlen blev dog afvist af nestorianerne og monofysitterne.